# Syn Iristona
Syn Iristona (Сын Иристона) è un film del 1959 diretto da Vladimir Aleksandrovič Čebotarёv.